# Alexandre Ryder
Alexandre Ryder noto anche come Jean-Jacques Valjean (Będzin, 13 agosto 1891 – Saint-Germain-en-Laye, 25 agosto 1966) è stato un regista e sceneggiatore francese.
Noto per i suoi film degli anni 1920 e 1930, ha diretto circa 20 film fino al 1950. Nel 1940 ha diretto un film di propaganda, contro la Germania nazista e la politica di Adolf Hitler: Après Mein Kampf mes crimes.

## Filmografia completa

### Regista
- Le piège de l'amour (1920)
- Rose de Nice co-regia di Maurice Challiot (1921)
- Comment j'ai tué mon enfant (1925)
- La femme aux yeux fermés (1926)
- Le criminel (1926)
- La grande épreuve co-regia di André Dugès (1928)
- Le Défenseur (1930)
- Un soir, au front (1931)
- Faut réparer Sophie (1933)
- Les hommes oubliés - documentario (1935)
- Miraggio (Mirages) (1938)
- Après Mein Kampf mes crimes (1940)
- Maria Valente - documentario (1945)
- La Ronde des heures (1949)
- À la manière de... avec les Compagnons de la Chanson - documentario (1950)

### Regista e sceneggiatore
- Le Double (1923)
- La Ronde des heures (1931)
- L'Âne de Buridan (1932)

### Assistente regista
- Il nuovo testamento (Le nouveau testament), regia di Sacha Guitry (1936)